# Sånnaboda
Sånnaboda är en by i Tysslinge socken i Örebro kommun belägen norr om Garphyttan.
Byn omnämns i skrift redan 1574. Byn bestod ursprungligen av tre bergsmansgårdar. En av dessa exproprierades på sextiotalet av kommunen och byggnaderna lämnades att förfalla. Mangårdsbyggnaden till den gården revs eller brann i mitten av 1800-talet och en ny byggnad uppfördes på den gamla grunden. Av den gården återstår endast mangårdsbyggnaden från 1800-talet som 2008 styckades av till småhus och såldes till en privatperson.
De två kvarvarande gårdarna har brukas alltjämt med såväl skogsbruk som vallar och beten.
Sånnaboda ingick i Lekebergslagen och dess invånare bedrev bergsbruk vilket de många gruvhålen och kolbottnarna vittnar om. 
Gårdarna ägdes av samma släkt i över 400 år.